# 연갑게

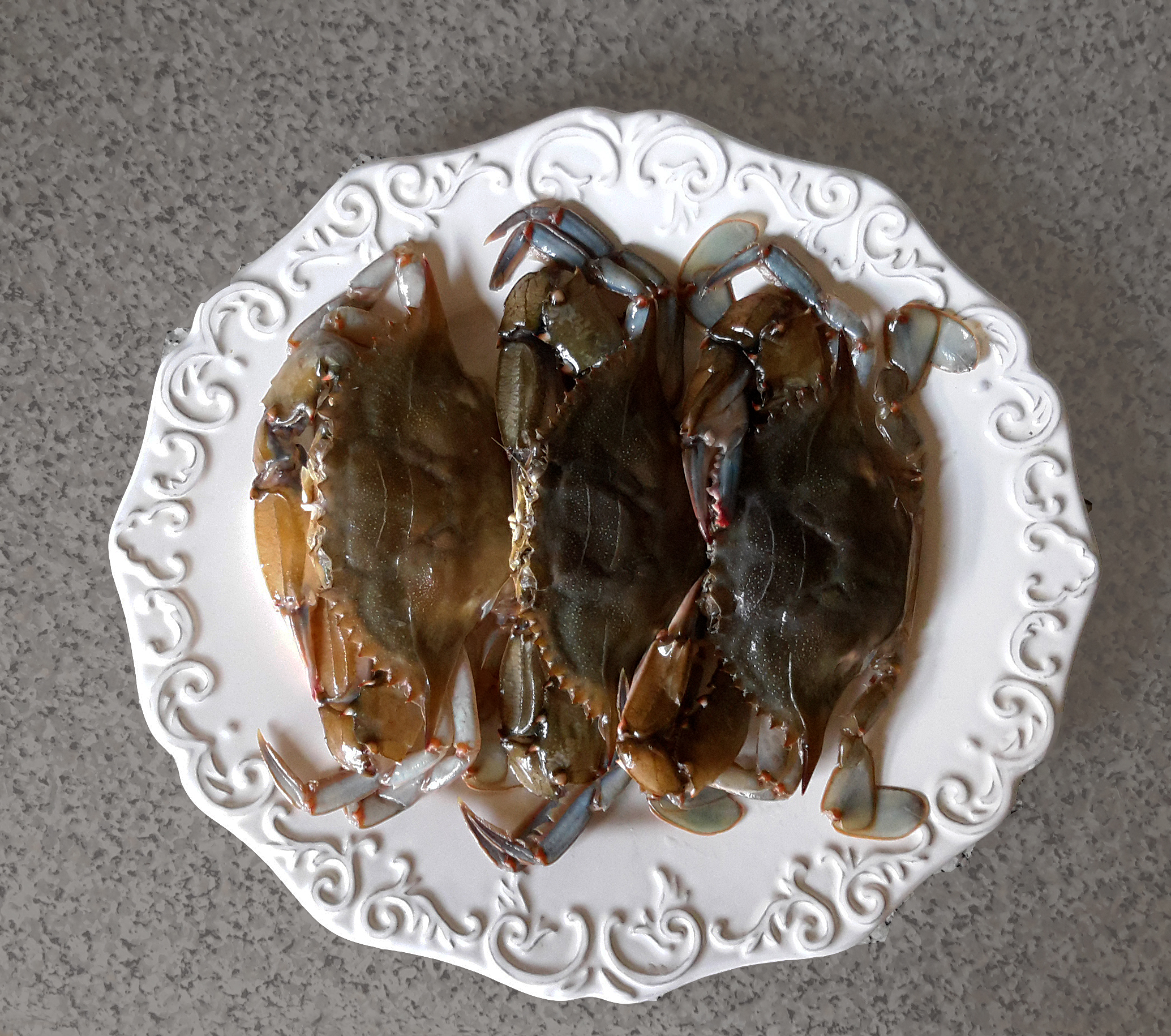
제철을 맞은 연갑게

연갑게(軟甲-)는 탈피한 지 얼마 되지 않아 껍질이 무른 게이다. 소프트셸 크래브(soft-shell crab)라고도 한다.